# Autunit
Az autunit  (névváltozatok: mészuranit, citromuranit) hidratált kalciumurán-foszfát. Kalciumtartalmú, magas urántartalmú, az uráncsillámok ásványegyüttesébe tartozó tetragonális kristályrendszerben megjelenő ásvány. Vékony táblás, lemezes kristályainak keresztmetszete négyzetes, gyakoriak az összenőtt kristálycsoportok, az összenövés torbernit kristályokkal is előfordul. Tetragonális dipiramisos kristályalakban is megtalálható. Apró kristályosan földes halmazokban is előfordul. A vízmolekulák lazán kötődnek, így víztartalma változó. Fontos urán ércásvány. Kisebb víztartalmú változata a meta-autunit. Amikor a kalciumot (Ca) nátrium (Na) helyettesíti nátriumautunitnak nevezik.

## Tulajdonságai
- Különleges tulajdonsága:   vizének egy részét már gyenge hevítésre is elveszti. Erős radioaktivitást mutat. UV-fénnyel megvilágítva sárgán fluoreszkál.
- Elméleti tartalma:
- UO2 = 54,7%
- CaO = 5,7%
- P2O5 = 14,4%
- H2O = 21,9%

## Felismerése és keletkezése
Franciaországban Autun városa mellett találták 1852-ben első példányait, innen származik elnevezése. Gránitos pegmatitokban keletkezik, de gyakoribb a másodlagosan keletkezés, gyakran az uraninit és más uránásványok oxidációja révén halmozódik fel. Áthalmozodásokban törmelékesen is megtalálható.
Hasonló ásványok: a torbernit, carnotit, uraninit és az uranocircit.

## Előfordulásai
Németországban területén Schenberg, Johanngeorgenstadt közelében a Fekete-erdőben, Baden-Württemberg tartományban Bergen környékén, Szászországban Tyskland vidékén valamint az Érchegységben. Csehországban Jachimov környékén.  Megtalálható Franciaországban Burgundia vidékén és Portugáliában Sabugal területén. Angliában Cornwall közelében. Olaszországban Lurisia vidékén Bulgáriában Jelesnicán. Az Amerikai Egyesült Államok Massachusetts, Észak-Karolina, Washington és Colorado szövetségi államokban. Jelentős előfordulások vannak Zairében és Kongóban Kasolo és Shinkolebwe közelében. Megtalálható Ausztrália északi területein is.
Kísérő ásványok: torbernit, zeunerit, kvarc  és az uranocircit.

## Előfordulásai Magyarországon
Bakonya és Kővágószőlős területén a mecseki urántartalmú üledékek poligén lelőhelynek minősülnek, ahol az autunit is megtalálható. A Nagyvisnyó és Szilvásvárad között a jelentős területű ércesedés szulfidos ércek mellett uránásványokat is tartalmaz. A területen Bácsóvölgy és Szentlélek elnevezésű részeken a nagy kiterjedésű oxidációs zónában más urántartalmú ásványok között az autunitot is kimutatták.